# Méthode de décomposition en onde plane
La méthode de décomposition en onde plane (en anglais plane wave expansion method, PWE) est une technique de calcul en électromagnétisme permettant de résoudre les équations de Maxwell en les transformant en un problème aux valeurs propres. Dans la communauté scientifique qui étudie les cristaux phononiques, cette méthode est utilisée pour déterminer la structure de bande (relation de dispersion) de cristaux de géométries données. La méthode peut être liée aux formulations analytiques et est utile dans le calcul des solutions modales des équations de Maxwell dans une géométrie inhomogène ou périodique. Elle a été adaptée spécifiquement pour résoudre des problèmes sous forme d'harmoniques temporelles, dans des milieux non dispersifs.

## Principes
Les ondes planes sont des solutions de l'équation de Helmholtz homogène et forment une base dans laquelle sont représentés les champs du milieu périodique. La première application de cette méthode aux cristaux photoniques est décrite dans le tutoriel du Dr. Danner.
Chacun des champs électrique et magnétique est décomposé en des termes des composantes de la série de Fourier le long des vecteurs du réseau réciproque. De même, la permittivité diélectrique (qui est périodique le long des vecteurs du réseau réciproque pour les cristaux phononiques) est décomposée en composantes d'une série de Fourier.
{\displaystyle {\frac {1}{\epsilon _{r}}}=\sum _{m=-\infty }^{+\infty }K_{m}^{\epsilon _{r}}e^{-j{\vec {G}}.{\vec {r}}}}
{\displaystyle E(\omega ,{\vec {r}})=\sum _{n=-\infty }^{+\infty }K_{n}^{E_{y}}e^{-j{\vec {G}}.{\vec {r}}}e^{-j{\vec {k}}{\vec {r}}}}
où les coefficients de la série de Fourier sont les nombres K indicés par m et n respectivement, et les vecteurs du réseau réciproque sont donnés par {\displaystyle {\vec {G}}}. Dans le modèle réel, la gamme des composantes considérés est réduite à {\displaystyle \pm Nmax}, au lieu d'être considérée comme une onde idéale, infinie.
En utilisant ces décompositions dans les relations en boucle comme
{\displaystyle {\frac {1}{\epsilon ({\vec {r}})}}\nabla \times \nabla \times E({\vec {r}},\omega )=\left({\frac {\omega }{c}}\right)^{2}E({\vec {r}},\omega )}
et en simplifiant avec la condition d'une région sans source, linéaire et non dispersive, on obtient les relations aux valeurs propres qui peuvent être résolues.

## Exemple pour le cas 1D
Pour une onde électrique polarisée dans la direction y, se propageant dans la direction z, incidente sur un réseau de Bragg 1D périodique seulement dans la direction z et homogène dans les directions x et y, avec un paramètre de maille a, nous obtenons les relations simplifiées :
{\displaystyle {\frac {1}{\epsilon _{r}}}=\sum _{m=-\infty }^{+\infty }K_{m}^{\epsilon _{r}}e^{-j{\frac {2\pi m}{a}}z}}
{\displaystyle E(\omega ,{\vec {r}})=\sum _{n=-\infty }^{+\infty }K_{n}^{E_{y}}e^{-j{\frac {2\pi n}{a}}z}e^{-j{\vec {k}}{\vec {r}}}}

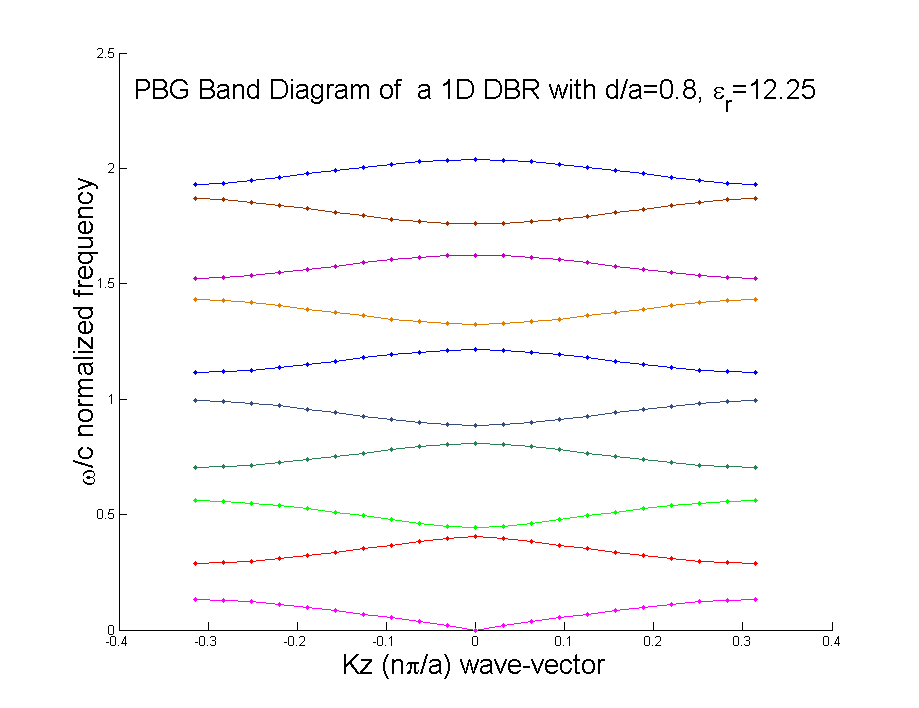
Structure de bande d'un cristal phononique 1D, sur un réseau de Bragg dans l'air calculée avec cette méthode et 101 ondes planes, pour d/a=0,8 et un contraste diélectrique de 12,250.

L'équation aux valeurs propres à résoudre devient :
{\displaystyle \sum _{n}{\left({\frac {2\pi n}{a}}+k_{z}\right)\left({\frac {2\pi m}{a}}+k_{z}\right)K_{m-n}^{\epsilon _{r}}K_{n}^{E_{y}}}={\frac {\omega ^{2}}{c^{2}}}K_{m}^{E_{y}}}
Cette équation peut être résolue en construisant une matrice pour les termes du côté gauche et en déterminant des valeurs et vecteurs propres. Les valeurs propres correspondent aux solutions modales, tandis que les champs électrique et magnétique peuvent être tracés en utilisant les décompositions de Fourier. Les coefficients des harmoniques du champ sont obtenues à l'aide des vecteurs propres spécifiques.
La structure de bande résultante obtenue grâce aux modes propres de cette structure est affichée à droite.

### Exemple de code
Il est possible d'utiliser le code suivant dans Matlab ou GNU Octave pour calculer la même structure de bande :
```
%
% solve the DBR photonic band structure for a simple
% 1D DBR. air-spacing d, periodicity a, i.e, a > d,
% we assume an infinite stack of 1D alternating eps_r|air layers
% y-polarized, z-directed plane wave incident on the stack
% periodic in the z-direction; 
%

%parameters
d=8; %air gap
a=10; %total periodicity
d_over_a = d/a;
eps_r =12.2500; %dielectric constant, like GaAs,

% max F.S coefs for representing E field, and Eps(r), are
Mmax=50;

% Q matrix is non-symmetric in this case, Qij != Qji
% Qmn = (2*pi*n + Kz)^2*Km-n
% Kn = delta_n / eps_r + (1 - 1/eps_r)(d/a)sinc(pi.n.d/a)
% here n runs from -Mmax to + Mmax,

freqs=[];
for Kz=-pi/a:pi/(10*a):+pi/a
Q=zeros(2*Mmax + 1);
for x=1:2*Mmax+1
    for y=1:2*Mmax+1
        X=x-Mmax;
        Y=y-Mmax;
        kn=(1 -1/eps_r)*d_over_a.*sinc((X-Y).*d_over_a) + ((X-Y)==0)*1/eps_r;
        Q(x,y)=(2*pi*Y/a + Kz).^2*kn;
    end
end

fprintf('Kz = %g\n',Kz)
omega_c=eig(Q);
omega_c=sort(sqrt(omega_c));%important step.
freqs=[freqs; omega_c.'];
end

close()
figure()
hold on
idx=1;

for idx=1:length(-pi/a:pi/(10*a):+pi/a)
    plot(-pi/a:pi/(10*a):+pi/a,freqs(:,idx),'.-')
end
    
hold off
xlabel('Kz')
ylabel('omega/c')
title(sprintf('PBG of 1D DBR with d/a=%g, Epsr=%g',d/a,eps_r))

```

## Avantages
Les décompositions de cette méthode sont des solutions exactes. La méthode est particulièrement bien adaptée au problème des solutions modales. Les problèmes de grande taille peuvent être résolus en utilisant des techniques itératives, comme la méthode du gradient conjugué.
Que ce soit pour le problème aux valeurs propres normal ou généralisé, un petit nombre seulement d'indices de bande dans le diagramme est nécessaire, reposant souvent sur les côtés de la zone de Brillouin. Ceci correspond aux solutions des modes propres en utilisant des techniques itératives et non à la diagonalisation de toute la matrice.

## Inconvénients
Il arrive que de faux modes apparaissent. Les problèmes de grande taille s'exécutent en O(n3), où n est le nombre d'ondes planes utilisées dans le problème. La méthode est donc assez consommatrice à la fois de temps et d'espace mémoire.
Parmi les alternatives figurent la méthode spectrale et les méthodes utilisant FDTD qui sont plus simples et plus indépendants du modèle.